# Daxili Daş Adası
Daxili Daş Adası är en ö i Azerbajdzjan.   Den ligger i distriktet Baku, i den östra delen av landet, 50 km sydväst om huvudstaden Baku.